# Cnicus suffultus
Cnicus suffultus là một loài thực vật có hoa trong họ Cúc. Loài này được Maxim. mô tả khoa học đầu tiên năm 1874.
Cnicus suffultus là một loài thực vật có hoa thuộc họ Cúc (Asteraceae). Loài này được nhà thực vật học người Nga Carl Johann Maximowicz (Maxim.) mô tả khoa học lần đầu tiên vào năm 1874. Họ Cúc là một trong những họ thực vật lớn nhất, bao gồm nhiều loài cây thân thảo, cây bụi và đôi khi là cây gỗ nhỏ, thường nổi bật với hoa dạng đầu (capitulum) đặc trưng.